# 4566 Chaokuangpiu
A 4566 Chaokuangpiu (ideiglenes jelöléssel 1981 WM4) a Naprendszer kisbolygóövében található aszteroida. A Bíbor-hegyi Obszervatórium fedezte fel 1981. november 27-én.